# سيلين (مدينة ليبية)
سيلين مدينة ليبيّة تقع في ضواحي مدينة الخمس ويحدّها من الشرق منطقة قصر الأخيار ويبلغ عدد سكانها حوالي 27 ألف نسمة.
كانت حدود سيلين قديما من بعد مدينة لبدة حتى مدينة قصر الاخيار من أبرز معالم المنطقة فيلا سيلين وهي موقع أثري مهم و مسجد الحضيري الذي كان في مركز المدينة.